# Дергач Василь Олексійович
Василь Олексійович Дергач (31 жовтня 1927 року, с. Олександрівка Старобешівського району, Донецька область) — український поет, прозаїк, драматург, член Національної спілки письменників України, нагороджений орденами Трудового Червоного Прапора, Дружби народів.

## Біографія
Закінчив Харківський політехнічний інститут та Всесоюзний заочний енергетичний інститут. Працював у місті Ватутіне на Черкащині.

## Творчий доробок
Вірші В. Дергача друкувалися у Звенигородській районній газеті «Шевченків край», в обласній та республіканській періодиці, в альманасі «Вітрила», «Поезія», журналах «Прапор», «Жовтень», «Україна», «Ранок».
Перша поетична збірка «Мелодії рідних доріг» вийшла у 1972 р.
Василь Олексійович Деркач — автор ряду поетичних збірок: «Материк вічності», «Лелеки над Голгофою», «У буреломах», «Житнє поле», «Шлях до храму», «На розп'ятті», «Засвітки», «Післягроззя», «На бистрині», «Паром приречених», «В штормах відродження», «Тепло і холод», краєзнавчої книги «Ватутіне», романи «В грозу», збірки оповідань «З перебитим крилом», двотомника «Святе і грішне» (том 1-й «Поезії»), «Поеми. Драматичні твори» (том 2-й).